# What Is This?
What Is This? – kalifornijski zespół rockowy utworzony w Fairfax High School w Los Angeles. 
Zespół początkowo nosił nazwę Anthem. Powstał przed zespołem Red Hot Chili Peppers i grał w tym samym czasie. Część członków grała w obu zespołach.

## Członkowie zespołu
- Hillel Slovak - gitara
- Jack Irons - perkusja
- Alan Mishulsky - gitara
- Todd Strassman - gitara basowa
- Michael Balzary (znany też jako Flea) - gitara basowa zamiast Todd Strassma
- Chris Hutchinson - gitara basowa zamiast Flea
- Michael Bocretis - klawisze

## Dyskografia
- Squeezed (EP) (1984)
- What Is This? (1985)
- 3 Out of 5 Live (EP) (1985)